# Église protestante de la Confession d'Augsbourg d'Alsace et de Lorraine
Pour les articles homonymes, voir Église luthérienne en France.
L'Église protestante de la Confession d'Augsbourg d'Alsace et de Lorraine (EPCAAL et anciennement ECAAL) est l'un des deux cultes protestants reconnus par l'État et implantés géographiquement dans les trois départements du Bas-Rhin, du Haut-Rhin et de la Moselle. Depuis 2006, elle fait partie de l'Union des Églises protestantes d'Alsace et de Lorraine (UEPAL).

## Historique

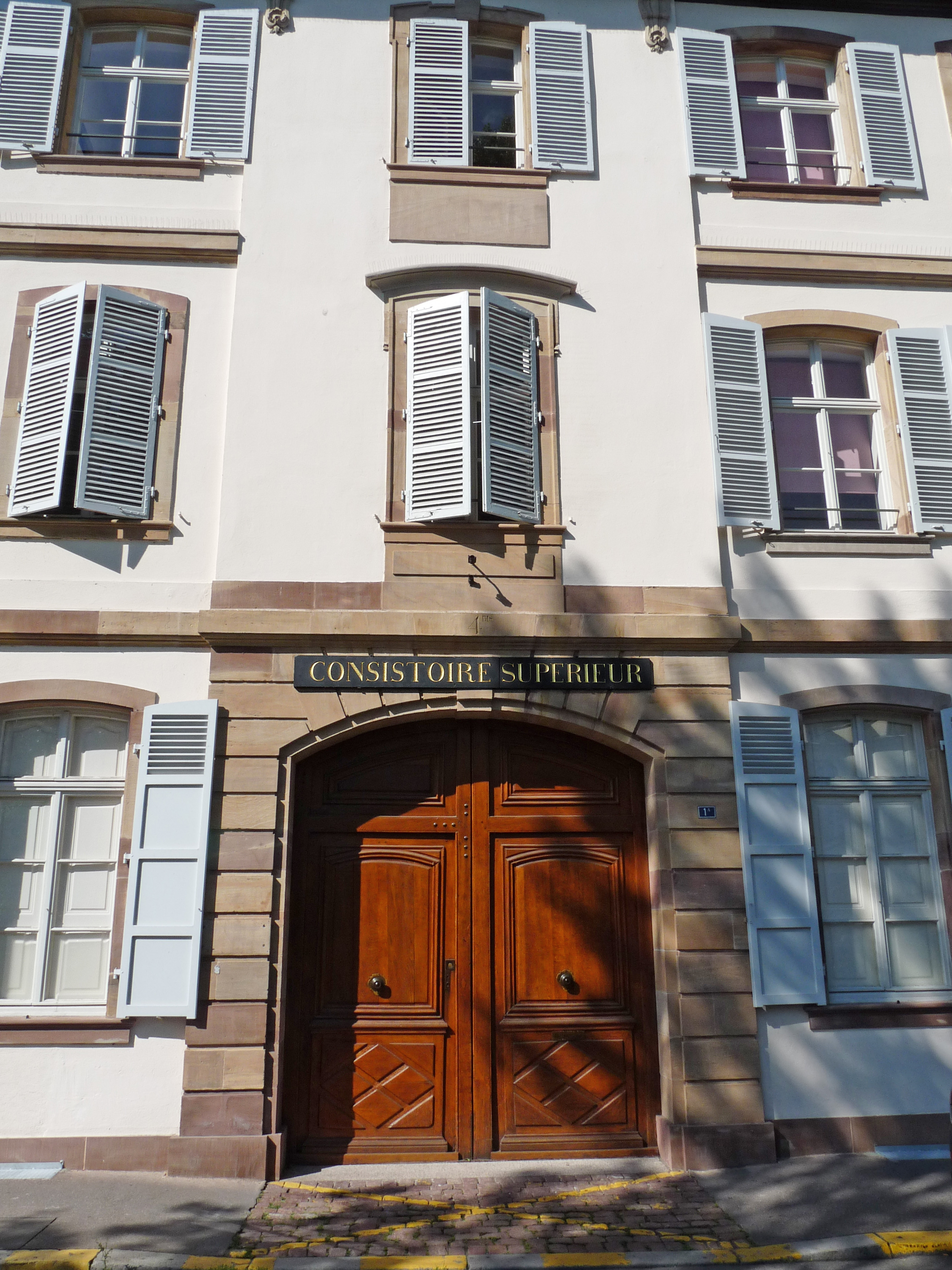
Le Consistoire supérieur à Strasbourg

Le concordat de 1801, promulgué et complété des articles organiques par la loi du 18 germinal an X (8 avril 1802)  voulue par Bonaparte, alors Premier consul, institutionnalise la relation de l'État avec les cultes catholique et protestants, auxquels s'adjoindra ultérieurement le culte juif (1808). Pour ce qui a trait au protestantisme, ces articles organiques présentent d'abord des « dispositions générales pour toutes les communions protestantes » (titre Ier). Dans un titre III, sont évoquées les dispositions particulières qui concernent l'Église de la Confession d'Augsbourg, centrée sur l'est de la France, et qui regroupe alors une quarantaine d'églises territoriales de confession luthérienne, en Alsace, en Lorraine et dans le pays de Montbéliard : sont décrits, dans ce paragraphe des articles organiques, les éléments qui concernent la structure de l’Église luthérienne et la formation de ses pasteurs. 
Lors de la loi de 1905 portant séparation des Églises et de l'État, l'Alsace et la partie mosellane de la Lorraine, sous administration allemande depuis 1871 et le traité de Francfort, ne furent pas concernées.
En 1871 l'Église luthérienne d'Alsace et de Lorraine avait été amputée de deux de ses inspections, celles de Paris (qui englobait alors l'Église protestante unie d'Algérie pour sa partie luthérienne) et de Montbéliard. Devenues indépendantes celles-ci furent intégrées par une loi de 1879 dans une nouvelle structure ecclésiale, l'Église évangélique luthérienne de France. Mais l’Église de la Confession d'Augsbourg d'Alsace et de Lorraine  conserva son statut au sein du nouveau Reichsland. Après 1918, et le retour des provinces alsacienne et lorraine à la France, l'ensemble du régime local des cultes fut maintenu en vigueur dans les trois départements recouvrés du Rhin et de la Moselle. Du fait de ces différences de législation, une réunification avec les anciennes inspections ecclésiastiques luthériennes de Paris et Montbéliard ne fut pas possible.
Pendant la Seconde Guerre mondiale, l'occupant allemand abrogea ce statut concordataire spécifique mais, après la Libération, celui-ci fut rétabli par une ordonnance de 1945. Il est toujours en vigueur et sa constitutionnalité a été confirmée par le Conseil constitutionnel en 2013.
Cette Église régionale comprend 211 paroisses, englobées dans 40 consistoires, eux-mêmes regroupés dans 7 inspections. Elle rassemble environ 220 000 luthériens, concentrés plus spécialement dans le Bas-Rhin et desservis par 246 pasteurs. Comme toutes les Églises luthériennes dans le monde et comme l'indique sa dénomination, elle adhère à la Confession d'Augsbourg. 
Depuis 2006, les Églises protestantes luthérienne et réformée d'Alsace se sont rapprochées dans une structure commune, l’Union des Églises protestantes d'Alsace et de Lorraine.

## Statut juridique
L'EPCAAL a un statut de droit public, régi essentiellement par la loi du 18 germinal an X (8 avril 1802) et le décret du 26 mars 1852, plusieurs fois modifié. Ses conseil presbytéraux et ses consistoires sont des établissements publics du culte. Ses organes dirigeants, directoire et consistoire supérieur, sont assimilables à des autorités administratives indépendantes. Ses pasteurs sont assimilés à des fonctionnaires, rétribués et pensionnés par l’État. Certains de ses choix et de ses décisions doivent être approuvés par le Premier ministre ou par le ministre de l'Intérieur et sur le plan administratif elle dépend de ce ministère, via le Bureau des cultes installé à Strasbourg. Enfin ses actes relèvent du contrôle éventuel de la juridiction administrative (Tribunal administratif de Strasbourg, Cour administrative d'appel de Nancy et Conseil d'État).

## Organisation
L’Église protestante de la Confession d'Augsbourg d'Alsace et de Lorraine est organisée sous la forme d'une hiérarchie de conseils et assemblées, issus du suffrage paroissial et rassemblant pasteurs et laïcs. Au niveau local, il y a des paroisses et des consistoires (regroupant environ 3 à 6 paroisses). Au niveau intermédiaire nous trouvons les inspections. Au sommet, un consistoire supérieur de 25 membres et un Directoire de 5 membres, assurent le ministère de direction et d'unité et les relations avec l’État et les autres cultes, y compris à l'étranger.

### Les paroisses
Cellule de base de toute Église protestante, la paroisse était ignorée par les articles organiques des cultes protestants de 1802. C'est le décret du 26 mars 1852 qui leur a redonné vie légale. Un décret du 24 mars 1992 en a modernisé la structure et le fonctionnement. Les paroisses sont créées par arrêté du ministre de l'Intérieur et les modifications de leurs limites territoriales sont fixées par arrêté préfectoral, le tout en accord avec les organes dirigeants de l'Eglise. Il en existe 211.
Un conseil presbytéral, élu au suffrage universel, assure la direction et la gestion de la paroisse, dans le respect des décisions et règlements de l'Église. Il est composé du ou des pasteurs au service  de la paroisse et de 6 à 16 délégués laïcs élus par les membres de la communauté ayant la majorité légale, jouissant de leurs droits civiques et inscrits au registre paroissial. Le mandat des conseillers élus est de 6 ans, renouvelable par moitié tous les trois ans. Un conseiller ne peut pas exercer plus de trois mandats successifs.
Après son élection, le conseil presbytéral élit son bureau dont le président peut être un pasteur ou un laïc.
Le conseil presbytéral se réunit au moins six fois par an. Il peut être dissout par le gouvernement en cas de circonstances graves.
Ce conseil administre la paroisse et connaît de toutes les questions touchant à la vie spirituelle et matérielle de la paroisse. En cas de vacance d'un poste pastoral, il propose le candidat de son choix à la nomination par le conseil restreint de l'Union. Il élit en son sein les délégués laïcs au consistoire (2 par poste pastoral). Il élit de même ses délégués laïcs à l'inspection (1 par poste pastoral). Pour des décisions importantes, le conseil presbytéral peut s'élargir en conseil paroissial, en s'adjoignant provisoirement des responsables d'activités au sein de la communauté (catéchêtes, chef de chœur, organiste, responsable de jeunes, etc.). Il peut aussi consulter l'assemblée paroissiale, composée de tous les fidèles.
Les paroisses peuvent être aidées financièrement par les communes, sous trois formes. La commune doit fournir un presbytère au pasteur de la paroisse ou à défaut lui verser une indemnité de logement (c'est une dépense obligatoire). En cas de graves difficultés financières de la paroisse, la commune peut être contrainte, sous certaines conditions, à combler le déficit (c'est encore une dépense obligatoire). Enfin, la commune peut subventionner des travaux, des actions ou des  œuvres de la paroisse (dépenses volontaires).

### Les consistoires
Le consistoire correspond à une circonscription d'environ 6 000 âmes et regroupe en général plusieurs paroisses. L'EPCAAL compte 40 consistoires. Créés par la loi du 18 germinal an X (8 avril 1802), ils ont été profondément remaniés par le décret du 17 juillet 1987. Il est animé par deux organes, l'assemblée consistoriale et le conseil consistorial.
L'assemblée consistoriale est composée de tous les pasteurs en fonction dans sa circonscription et d'un nombre double de délégués laïcs élus par les conseils presbytéraux en leur sein, pour 3 ans renouvelables. L'assemblée peut s'adjoindre de 1 à 6 membres cooptés (ministres sans paroisse, représentants de congrégations ou d'œuvres protestantes). Elle doit se réunir au moins une fois par trimestre.
Cette assemblée a pour principale mission de gérer les biens du consistoire et les biens indivis entre plusieurs paroisses (fabriques), d'assurer la coordination des activités des paroisses de son ressort et de veiller à leur desserte (pendant les congés des pasteurs ou en cas de vacance d'un poste pastoral). Elle peut enfin émettre des avis sur toutes les questions relatives à la vie générale de l’Église.
Le conseil consistorial est élu par l'assemblée après chaque renouvellement triennal de celle-ci. Il comprend un président, un vice-président, un trésorier et un secrétaire (pasteurs ou laïcs). Il doit se réunir au moins quatre fois par an. Il joue le rôle de bureau de l'assemblée et de commission permanente entre les sessions de cette dernière. De surcroît, dans les intercessions, il peut exercer les attributions de l'assemblée, si celle-ci lui en a accordé l'autorisation.
Les décisions du consistoire sont soumises au contrôle a posteriori du directoire et du consistoire supérieur.

### Les inspections ecclésiastiques
Les inspections, au nombre de 7, sont des circonscriptions ecclésiastiques propres à l'EPCAAL, qui regroupent environ 5 consistoires et remplissent des fonctions très particulières. Deux organes la composent, l'assemblée d'inspection et les trois inspecteurs (1 inspecteur ecclésiastique et 2 inspecteurs laïcs). Les inspections, contrairement aux conseil presbytéraux et aux consistoires, ne sont pas des établissements publics du culte. Elles n'ont pas davantage la personnalité morale.
L'assemblée d'inspection est un collège de grands électeurs, chargé d'élire l'inspecteur ecclésiastique et les deux inspecteurs laïques (sous réserve de la non opposition du ministre de l'intérieur dans les deux mois de la notification), ainsi que deux députés laïcs au Consistoire supérieur. Depuis la création de l'UEPAL en 2006 elle est en outre chargée de désigner trois députés à l'assemblée de l'Union. Elle est composée de tous les pasteurs en service dans sa circonscription et d'un nombre égal de laïcs élus en leur sein par les conseils presbytéraux, à raison d'un délégué laïc par poste pastoral.L'assemblée d'inspection ne peut prendre aucune décision, mais l'usage s'est instauré de la consulter sur des questions en rapport avec la vie de l’Église.
Les trois inspecteurs exercent collégialement un ministère de nature épiscopale. Ils veillent sur les ministres de leur ressort et sur le maintien du bon ordre dans les consistoires et paroisses (visites des paroisses,ordinations, installations de pasteurs, consécration de lieux de culte, prédications dans les paroisses, rapport annuel sur l'état spirituel et matériel des communautés). Les inspecteurs laïcs sont chargés d'assister et éventuellement de suppléer l'inspecteur ecclésiastique. Ce dernier préside en outre l'assemblée d'inspection, siège de droit au Consistoire supérieur et sur le plan administratif est l'intermédiaire obligé entre les établissements publics du culte et les autorités supérieures de l’Église.

### Le consistoire supérieur
Le consistoire supérieur est l'organe délibérant de l'EPCAAL. Initialement composé de 11 membres (1802), il s'est progressivement élargi à 24 membres (1852), puis à 25 membres (1886). Il comprend des membres de droit et des membres élus, ces derniers l'étant pour 6 ans, renouvelables. Siègent de droit dans cette assemblée, le président et le vice-président du directoire et les 7 inspecteurs ecclésiastiques. Les autres membres sont élus par les assemblées d'inspection (2 laïcs par inspection), par la Faculté protestante  de théologie (1 professeur député) et par le Chapitre de Saint-Thomas (1 chanoine député).
Le consistoire supérieur est le gardien de la constitution, de la discipline, des coutumes et traditions de l’Église de la Confession d'Augsbourg. Il détient un pouvoir réglementaire qui fait de lui une des sources du droit ecclésial. À ce titre il approuve les livres et formulaires liturgiques destinés au culte et à l'enseignement. Il est instance d'appel ou d'arbitrage en cas de difficultés internes. Il exerce un droit de surveillance sur les établissements publics du culte. Enfin il élit parmi ses membres un inspecteur ecclésiastique et deux députés laïcs pour siéger au directoire.
Il doit se réunir au moins une fois par an. Il s'est doté de trois commissions permanentes pour études et avis et a adopté un règlement intérieur.

### Le directoire
Le directoire est l'organe exécutif permanent de l'EPCAAL. C'est un collège de 5 membres, dont trois sont nommés par le gouvernement (sur présentation par le consistoire supérieur), à savoir le président, le vice-président et l'inspecteur ecclésiastique et deux sont élus directement par ledit Consistoire supérieur, pour 6 ans, renouvelables par moitié tous les 3 ans. Ce sont des laïcs, à la seule exception de l'inspecteur ecclésiastique.
Le directoire dispose d'un pouvoir administratif propre, précisé par de nombreux textes et ne dépend à cet égard ni du Consistoire supérieur, ni des consistoires et paroisses dont il n'est pas le délégataire. Depuis 2006, il ne gère plus seul le corps pastoral luthérien, cette attribution ayant été transférée au conseil restreint de l'Union en raison de l'unification des corps pastoraux réformé et luthérien. Par ailleurs il prépare les travaux du Consistoire supérieur, le convoque, propose son ordre du jour et met à exécution ses décisions. Il est assisté dans ses tâches par des secrétaires généraux et par 5 employés, fonctionnaires du cadre local d'Alsace-Lorraine.
Le président du directoire, nommé à vie mais qui peut bénéficier d'une retraite, touche un traitement de l’État et est logé par le chapitre de Saint-Thomas. Il préside de droit le consistoire supérieur et le chapitre de Saint-Thomas. Il a vocation, en concours avec le président du conseil synodal de l’Église protestante réformée d'Alsace et de Lorraine (EPRAL), à être élu président de l'UEPAL.

#### Les présidents du directoire
Depuis la Seconde Guerre mondiale, se sont succédé à la présidence du directoire de l'ECAAL, puis l'EPCAAL, Étienne Jung, André Appel, Michel Hoeffel, Marc Lienhard, Jean-François Collange et Christian Albecker.
- 1850-1871 : Théodore Braun, président du directoire de l'Église de la Confession d'Augsbourg de France, révoqué[6]
  - 1871-1872 : Jean-Frédéric Bruch[6], par intérim
- 1872-1886 : Édouard Kratz[6]
- 1885-1903 : Christian Frédéric Petri[6]
- 1903-1914 : Friedrich Curtius[6], révoqué après sa protestation infructueuse contre l'interdit du français comme langue religieuse dans le Reichsland[7]
- 1914-1920 : Johann Freiherr von der Goltz (dit Hans; 1864-1941)[8]; président consistorial de la province ecclésiastique rhénane de l'Église protestante de l'Union vieille prussienne, 1920-1933
- 1920-1938 : Frédéric Ernwein (1865-1952), président du directoire
- 1938-1940 : Robert Hoepffner (1882-1972), évacué et réfugié à Périgueux pendant l'occupation allemande (1940-1945) 
  - 1940-1944 : Carl Maurer, nommé par l'occupant, révoqué à la Libération
- 1945-1954 : Robert Hoepffner
- 1954-1974 : Étienne Jung
- 1974-1987 : André Appel (1921-2007)
- 1987-1997 : Michel Hoeffel
- 1997-2003 : Marc Lienhard
- 2003-2013 : Jean-François Collange
- 2013-2024 : Christian Albecker (élu en octobre 2013)
- depuis 2024 : Isabelle Gerber (élue le 4 mai 2024)

## Affiliations
L'EPCAAL est membre de nombreux organismes ecclésiastiques français, européens et internationaux, dont :
- l’Union des Églises protestantes d'Alsace et de Lorraine,
- la Fédération protestante de France,
- la Communion protestante luthéro-réformée,
- l’Alliance nationale des Églises luthériennes de France,
- la Conférence des Églises sur le Rhin,
- la Conférence des Églises européennes,
- le  Conseil œcuménique des Églises,
- la Fédération luthérienne mondiale.

## Sources
- Ernest Lehr, Dictionnaire d'administration ecclésiastique à l'usage des deux Églises protestantes de France, Berger-Levrault, Paris, 1869.
- Michel Bazoche, Le régime légal des cultes en Alsace-Lorraine, Paris-Strasbourg, Istra, 1949.
- Charles Altorffer, Le régime légal du culte protestant dans les départements du Rhin et de la Moselle, Strasbourg, 1956.
- Charles Roth, Le régime légal du culte protestant en Alsace et en Lorraine, Oberlin, Strasbourg, 1971.
- Gérard Desos, Le droit local cultuel, Présentation de textes mis à jour de 1801 à 1989, Bureau des cultes, Strasbourg, 1990.
- Jean Volff, La législation des cultes protestants en Alsace et en Moselle, Oberlin, Strasbourg, 1993.
- Jean Volff, Cultes protestants, Textes commentés, in Jurisclasseur « Alsace-Moselle », Fascicule 233, Lexis Nexis, Paris, 2014.
- Francis Messner, Pierre-Henri Prelot, Jean-Marie Woehrling, Traité de droit français des religions, Litec, Paris, 2013.
- Jean Volff, Dictionnaire juridique et pratique des Eglises protestantes d'Alsace et de Lorraine, Olivétan, Lyon, 2016.